# Yamaha YZF 1000R Thunderace
La Yamaha YZF 1000R Thunderace è una motocicletta stradale sportiva prodotta dalla casa motociclistica giapponese Yamaha a partire dal 1996 fino al 2005.

## Descrizione
Il motore, dalla cubatura di 1002 cm³, era un quattro cilindri in linea raffreddato a liquido con doppio albero a camme (DOHC: Double Overhead Camshaft) dotato di cinque valvole per cilindro per un totale di 20. Il motore Genesis ha subito alcune modifiche volte a migliorare la potenza ai medi regimi piuttosto che ottenere una potenza massima, che rimane di 145 CV (108 kW). La massa rotante dell'albero motore e dei pistoni è stata alleggerita per migliorare la risposta dell'acceleratore e i nuovi carburatori dotati di "sensori di posizione dell'acceleratore" aiutano la centralina a controllare la valvola EXUP nel tubo di scarico.
Dotata di un cambio a cinque velocità, la YZF 1000 utilizzava una frizione a dischi multipli in bagno d'olio. Il motore era alloggiato sul telaio Yamaha DeltaBox in acciaio che garantiva robustezza e leggerezza nello stesso tempo derivante da quello della YZF750R.
La sospensione anteriore utilizzata era una forcella telescopica regolabile.
Al posteriore invece montava un mono ammortizzatore anch'esso regolabile.